# Rose Mofford
Rose Perica Mofford (Globe, 10 giugno 1922 – Phoenix, 15 settembre 2016) è stata una politica statunitense.
È stata governatrice dell'Arizona dal 1988 al 1991. Rappresentante del Partito Democratico, è stata la prima donna a governare l'Arizona. Inoltre, dal 1977 al 1988 è stata Segretaria di Stato dell'Arizona con i governatori Wesley Bolin, Bruce Babbitt ed Evan Mecham.